# Léosthène
Léosthène ou Léosthénès (en grec ancien Λεωσθένης) est un stratège athénien de la fin du IVe siècle. Il participé à la guerre lamiaque contre la Macédoine et meurt durant le siège de Lamia.

## Biographie
Après la mort d'Alexandre le Grand, ce proche de Démosthène entreprend à l'instigation de ce dernier de libérer la Grèce de la domination macédonienne. Athènes déclenche la guerre lamiaque, reçoit des contingents d'Étolie, de Locride, de Phocide et même d'Épire, et en confie le commandement à Léosthène. Léosthène remporte quelques succès initiaux sur Antipater, le régent de Macédoine, lequel dispose d'effectifs inférieurs. Vaincu en Béotie, Antipater abandonne ensuite les Thermopyles et s'enferme dans Lamia en attendant les secours de Léonnatos et surtout des vétérans de Cratère.
C'est au cours du siège de Lamia, lors de l'hiver 323, que Léosthène s’approche imprudemment des murs de la cité et est tué d'un jet de pierre. Il est remplacé à la tête des Grecs coalisés par Antiphile. Plutarque fait référence à lui dans les Œuvres morales.

## Sources antiques
- Plutarque, Le vice et la vertu, commenté par Paul Chemla, Éditions Mille et une nuits, p. 98.